# Viktor Karell
Viktor Karell (* 17. März 1898 in Duppau, Österreich-Ungarn als Victor Alois Eduard Karell; † 14. Dezember 1979 in Landau an der Isar) war ein deutscher Lehrer, Heimatforscher und Schriftsteller.

## Leben
Karell wurde als Sohn des Strumpfwirkermeisters und Duppauer Stadtrats Eduard Karell (1854–?) und dessen Ehefrau Antonia geb. Mertn (1864–?) geboren. Er besuchte in seiner nordwestböhmischen Geburtsstadt Duppau die Volksschule und das Gymnasium. Danach trat er in das österreich-ungarische Heer ein. Als Angehöriger des k.u.k. Ungarischen Infanterie Regiments "Friedrich Großherzog von Baden" Nr. 50 und des k.u.k. Böhmischen Infanterie Regiments "Potiorek" Nr. 102 war er, zuletzt als Leutnant, am Balkan und in Italien. Nach Kriegsende studierte er an der Universität Wien bis zur Promotion 1921 Germanistik, Geschichte und Geographie.
Danach kehrte er zurück nach Duppau, wo er bis zu seiner Folgeanstellung an der Handelsakademie in Melnik an der Handerwerker-Fortbildungsschule lehrte. Seine in Wien erworbenen Titel musste er sich hierzu in der Tschechoslowakei anerkennen lassen und ergänzende Prüfungen ablegen. 1927 heiratete er Anna Zebisch aus Zettlitz. Nach weiteren Prüfungen im Fach Wirtschaftsgeographie, die er in Prag ablegte, lehrte er ab 1930 an der Karlsbader Handelsakademie als Professor.
Im Laufe des Zweiten Weltkriegs wurde er 1942 erneut zum Kriegsdienst herangezogen und geriet gegen Ende im Dienstgrad Hauptmann in italienische Kriegsgefangenschaft. Nach seiner Entlassung 1946 ließ er sich bei seiner dort wiedergefundenen Familie in Landshut nieder und ging zur Sicherung des Lebensunterhalts verschiedenen Tätigkeiten nach.

### Mittelschulkonzeption und Schulleitung in Landau a.d. Isar
1949 erhielt er vom Bayerischen Kultusministerium den Auftrag zum Aufbau einer dreistufigen Mittelschule als Schulversuch für den Freistaat Bayern im katholischen Jugendheim in Landau a.d. Isar erhielt. Die mit Hilfe eines hierfür gegründeten Zweckverbandes am 2. September 1949 mit ursprünglich einer Jungen- und einer Mädchenklasse eröffnete erste bayerische Mittelschule (Realschule) nach Kriegsende leitete er als Gründungsdirektor bis zu seiner Pensionierung 1963. Am 1. September 1950 wurden bayernweit die ersten 20 staatlichen Mittelschulen nach dem Landauer Konzept eröffnet. Ab 1950 fand der Unterricht in einem Flügel des alten Krankenhauses am Stadtgraben statt. 1952 übernahm der Landkreis Landau an der Isar die Trägerschaft und errichtete ein neues Schulgebäude links der Isar für zwölf Klassen, das 1956 bezogen und später mehrfach erweitert wurde. Während Karells Amtszeit wurde die Schule im Schuljahr 1958/59 vierstufig. Die Mittelschule Landau wurde 1983 nach Karell benannt. Eine der Absolventinnen der Mittleren Reife an der Schule war Uschi Glas.
Nach dem Tod seiner Frau heiratete Karell 1977 in zweiter Ehe seine ehemalige Kollegin Lucie geb. Hicke.

### Wissenschaftliches Wirken
Bereits in Karlsbad war Karell ab 1938 nebenamtlich auch als Stadtarchivar und Museumsdirektor tätig. Karell engagierte sich später in der Sudetendeutschen Landsmannschaft für das Gebiet Duppau und war in der Duppauer Partnerstadt Weißenburg in Bayern als Archivar für den Heimatkreis Kaaden-Duppau tätig.
Karell setzte sich in zahlreichen Veröffentlichungen, davon 40 größere Arbeiten und Artikelserien, mit Geschichte, Kunst und Literatur seiner alten und neuen Heimaten auseinander. Schwerpunkte hierbei waren Sagen, Volkstum, Burgen, Heimatkunde und Johann Wolfgang von Goethe.

## Ehrungen
- Nordgau-Kulturpreis der Stadt Amberg in der Kategorie „Heimatpflege“ (1954)
- Bundesverdienstkreuz am Bande (14. Februar 1964)[3]
- Ehrung durch die Stadt Landau a.d. Isar (1973)
- Namensgebung der Viktor-Karell-Schule, staatliche Realschule Landau a. d. Isar (1983)
- Ehrenvorsitzender des Bayerischen Realschullehrerverbands – Vorsitzender des brlv von 1954 bis 1956

## Bücher
- Burgen und Schlösser des Erzgebirges und Egertales, Band 1 (1935) u. 2 (1936), Kaaden, Vinzenz Uhl Verlagsbuchhandlung